# Constitutionnalisme
 (mars 2024).
Si vous disposez d'ouvrages ou d'articles de référence ou si vous connaissez des sites web de qualité traitant du thème abordé ici, merci de compléter l'article en donnant les références utiles à sa vérifiabilité et en les liant à la section « Notes et références ».
Le constitutionnalisme est une théorie du droit qui insiste sur le rôle et la fonction de la Constitution dans la hiérarchie des normes par rapport à la loi, ainsi que sur le contrôle de constitutionnalité des lois. On l'oppose parfois au légicentrisme, qui défend la suprématie de la loi, émanation de la souveraineté populaire. En droit international, le constitutionnalisme est une conception qui tend à s'opposer au pluralisme juridique.

## Introduction
Le constitutionnalisme trouve son origine dans une tradition très ancienne, antique et médiévale. 
On peut placer ses commencements à l'époque où se répand dans l'Occident latin la maxime Quod omnes tangit ab omnibus tractari et approbari debet, "Ce qui concerne tous doit être débattu et approuvé par tous", c'est-à-dire au XIIIe siècle.
En France, entre le XIVe et le XVIe siècle, se constate l'existence d'un constitutionnalisme coutumier nourri par l'idéal du roi justicier, par certains principes de droit romain, comme la constitution Digna Vox, par la réflexion des canonistes et par la rhétorique parlementaire. Depuis le début du XIVe siècle, le Parlement de Paris, en vertu d'ordonnances royales de 1318, de 1320 et de 1344, vérifie, lors de l'enregistrement des ordres du roi, que ceux-ci sont conformes à la droite raison et à la justice.
Au XVIe siècle, le Parlement opère une distinction décisive entre les lois du roi, muables et mortelles, et les lois du royaume, immuables et éternelles, considérant que les lois du roi ne sont recevables qu'à la condition d'être conformes aux lois du royaume. La montée en puissance de l'État absolu monarchique conduit sous Louis XIV à une mise en sommeil de ce constitutionnalisme, qui se réveille sous Louis XV. Tandis que Louis XV affirme à plusieurs reprises être dans "l'heureuse impuissance" de changer les lois fondamentales du royaume, le mot "constitution" est utilisé avec son sens contemporain dans les remontrances du Parlement et dans les ordonnances royales à partir des années 1720.
Sous la Révolution, le légicentrisme dominant interdit la mise en œuvre d'un contrôle de constitutionnalité des lois. Tour à tour, les projets des monarchiens et des girondins sont rejetés. Au cours de l'été 1795, l’abbé Sieyès, lors de la discussion sur la constitution de l'an III, propose l'institution d'un Jury Constitutionnaire. Cette idée est massivement rejetée. Elle inspire en 1799 la création d'un Sénat conservateur, qui se révèlera trop dépendant du chef de l'État pour remplir convenablement son rôle. 
Aux États-Unis, la constitution américaine existe depuis 1787, enrichie par de nombreux amendements pour tenir compte de l'évolution du droit.
Le XXe siècle, et particulièrement sa deuxième moitié, est marqué par l’essor du constitutionnalisme.

## Raisons du constitutionnalisme
On s'est aperçu au cours du XXe siècle que la loi pouvait mal faire : des régimes dictatoriaux (le régime nazi, le régime de Vichy, le régime chilien dans les années 1970) pouvaient avoir un système législatif portant atteinte à la dignité de l’Homme. L'idée s'est imposée que la loi ne pouvait pas être, seule, l'ultime barrière au pouvoir : on a donc fait de la Constitution ce dernier rempart. L'exemple le plus frappant est celui de la Loi fondamentale allemande de 1949, qui prévoit même que certains droits fondamentaux ne sont pas susceptibles d'être modifiés, même par le peuple.

## Expression du constitutionnalisme
Le constitutionnalisme est une doctrine fondée sur l’idée de la suprématie de la Constitution sur les autres normes juridiques nationales. 
C'est une idée qui n'est pas seulement juridique mais qui exprime aussi un jugement de valeur : la croyance dans le fait que la Constitution représente la meilleure garantie contre l'arbitraire du pouvoir politique. Elle apparaît notamment dans la déclaration des droits de l’homme et du citoyen de 1789, et les objectifs de l’assemblée constituante. Le caractère écrit de la Constitution va lui assurer une forme de stabilité, ce qui va provoquer un premier niveau de protection contre les risques d’arbitraire de la loi, au profit des citoyens.
Cette doctrine a eu une influence très forte en droit public français. Elle a connu une seconde naissance au début des années 1970 lorsque le Conseil constitutionnel a commencé à se référer à la Constitution afin de protéger les droits et libertés individuelles. 
À partir de la décision du 16 juillet 1971, dite liberté d'association, le Conseil constitutionnel incorpore au bloc de constitutionnalité, vis-à-vis duquel il exerce son contrôle de constitutionnalité, les normes citées dans le préambule de la Constitution du 4 octobre 1958 ; il s'agit, entre autres, de la Déclaration des droits de l'homme et du citoyen de 1789 et du Préambule de la Constitution de 1946.
Elle est alors apparue comme une véritable norme juridique, de la même manière qu'aux États-Unis; la décision Marbury v. Madison de 1803 avait été aussi novatrice, puisqu'elle avait imposé au pouvoir exécutif, pour la première fois, le respect de la Constitution de 1787.

## Limites
La soumission de la loi et de toute autre source formelle du droit à une Constitution est un garde-fou contre les dérives momentanées mais elle n'est pas une garantie absolue de conservation des institutions et des droits des citoyens en cas de crise politique majeure. Par ailleurs, même en l'absence de crise majeure, le constitutionnalisme et son idéal politique, l'État de droit, peuvent être tenus en échec au nom de considérations liés la préservation de l'intérêt national et de la raison d'État.
Bien que certaines Constitutions comportent des dispositions précises interdisant certaines révisions constitutionnelles, ces dispositions sont plutôt des recommandations, voire des vœux pieux, plutôt que de véritables obstacles, car il est techniquement très facile, si le contexte politique le permet, de passer outre: il suffit en effet de commencer par réviser les articles de la Constitution concernant les modalités de révision, de manière à permettre ensuite toute autre espèce de remise en question.
De plus, un changement radical de Constitution intervient généralement à l'issue d'une période durant laquelle le fonctionnement normal des institutions est interrompu (coup d'État, guerre étrangère, etc). Dans ces circonstances, le fait politique prime sur le droit et la hiérarchie des normes juridiques n'a guère d'importance.

### Sources
- Philippe Pichot-Bravard, Conserver l'ordre constitutionnel (XVIe – XIXe siècle), LGDJ, Paris 2011.
- Giovanni Bianco, Questioni e teorie sul costituzionalismo, Utet, Turin, 2013.